# Esam Dhahi
Esam Dhahi Salmin Ahmad bin Salmin (Dubai, 19 aprile 1980) è un calciatore emiratino, difensore dell'Al-Ahli Club..

## Carriera

### Club
Nato a Dubai comincia a giocare nelle giovanili del Al-Nasr con cui esordisce nei professionisti nel 2004 e rimane nella squadra fino al 2006 collezionando 38 presenze con un goal realizzato.
Nel 2006 il giocatore si trasferisce in un'altra squadra di Dubai Al-Shabab dove rimane fino al 2013 collezionando 102 presenze e mettendo a referto 5 reti, prima di trasferirsi nell'Al-Ahli Club.

### Nazionale
Nel periodo tra il 2007 e il 2009 il giocatore ha collezionato 9 presenze con la maglia della Nazionale di calcio degli Emirati Arabi Uniti.

## Palmarès

### Club
- UAE Arabian Gulf League: 1

Al-Shabab: 2007-2008
- Coppa dei Campioni del Golfo: 1

Al-Shabab: 2011
- Etisalat Emirates Cup: 1

Al-Shabab:2010-2011